# TSG Jockgrim
Die Turn- und Sportgemeinde 1904 / 20 Jockgrim e. V. ist ein deutscher Sportverein mit Sitz in der rheinland-pfälzischen Ortsgemeinde Jockgrim innerhalb der gleichnamigen Verbandsgemeinde im Landkreis Germersheim.

## Geschichte

### Gründung bis Nachkriegszeit
Am 21. März 1920 wurde der Verein als Fußballverein 1920 Jockgrim gegründet, im selben Jahr nahm die Mannschaft auch erstmals am Spielbetrieb in der C-Klasse teil. Am Ende der Saison 1923/24 gelang dann auch der Aufstieg in die B-Klasse. Hier gelang dann schließlich sogar der direkte Durchmarsch bis in die A-Klasse. Von 1931 bis 1935 gehörte man dann der Kreisliga an, bis man im Jahr 1943 den Spielbetrieb dann ganz einstellen musste. Nach dem Ende des Zweiten Weltkriegs wurde der Verein schließlich am 22. Dezember 1945 neu gegründet, musste sich jedoch erst einmal Sportverein Jockgrim nennen. Im Spielbetrieb stieg der Verein dann wieder in die A-Klasse ein. Nach der Meisterschaft im Jahr 1946 gelang dann auch der Aufstieg in die zu dieser Zeit zweitklassige Landesliga Pfalz zur Saison 1946/47. Aus dieser Liga wurde dann zur nächsten Saison die Landesliga Vorderpfalz. Hier konnte man sich dann auch noch ein paar weitere Jahre halten, bis man am Ende der Spielzeit 1949/50 mit 22:38 Punkten über den 14. Platz wieder absteigen musste.
Am 6. Januar 1950 erfolgte zudem dann noch die Fusion des Vereins mit dem Turnverein zur Turn- und Sportgemeinde Jockgrim, welcher dann auch ins Vereinsregister eingetragen wurde. Durch eine Spielklassenreform kam es dann dazu, dass der Verein zur Saison 1952/53 in die 2. Amateurliga eingegliedert wurde. Diese Zeit sollte jedoch auch nur bis zum Jahr 1954, danach musste man sich auf finanziellen Gründen freiwillig in die A-Klasse zurückziehen. Zur Saison 1956/57 gelang dann zwar der Wiederaufstieg in die 2. Amateurliga, jedoch galt man dann eine lange Zeit lang als Fahrstuhlmannschaft, was in der Saison 1969 mit dem Abstieg in die B-Klasse gipfeln sollte.

### 1970er Jahre bis 1990er Jahre
Der Status als Fahrstuhlmannschaft galt dann noch bis zum Jahr 1973, in welchem die Mannschaft nun erst einmal eine längere Zeit in der A-Klasse verbrachte. Diese Zeit endete dann mit dem Jahr 1988 in dem mit dem Meistertitel der Aufstieg in die Bezirksliga geschafft wurde. Ab da konnte man sich in der Liga halten und schließlich 1993 Jahren sogar in die Landesliga aufsteigen. Nach drei Jahren musste man dann 1996 jedoch in die Bezirksliga zurückkehren. Von da an ging es dann wieder weiter abwärts.

### Heutige Zeit
In der Saison 2003/04 spielte man dann in der Bezirksklasse und belegte dort mit 40 Punkten den vierten Platz. Am Ende der Spielzeit 2006/07 ging es dann mit nur 23 Punkten über den 16. Platz am Ende weiter hinunter in die Kreisliga A. In dieser gelang mit 77 Punkten jedoch in der Folgesaison sofort die Meisterschaft und damit der direkte Wiederaufstieg. Am Ende der Saison 2012/13 belegte man dann in der Bezirksklasse mit 62 Punkten den zweiten Platz hinter dem TuS Schaidt, womit die Mannschaft an den Aufstiegsspielen zur Bezirksliga teilnehmen durfte. Mit nur einem gewonnenen Spiel landete man im Mittelfeld der Tabelle und schaffte somit den Aufstieg dieses Mal nicht. Zur nächsten Saison wurde aus der Bezirksklasse dann die A-Klasse. Am Ende dieser Saison belegte die TSG mit 64 Punkten erneut den zweiten Platz. Diesmal kam man in den Aufstiegsspielen nur auf einen Punkt, womit der Aufstieg erneut verpasst wurde. Die Spielzeit 2014/15 sollte dann jedoch schließlich mit 74 Punkten als Meister abgeschlossen werden, womit man sich eine Aufstiegsrunde ersparte und direkt den Gang in die Bezirksliga Vorderpfalz antreten durfte. 2021/22 stieg die erste Mannschaft in die Landesliga, die zweithöchste Spielklasse im Landesverband Südwest, auf.

## Persönlichkeiten
- Ludwig Damminger (1912–1981), Fußballspieler in den späten 1940er Jahren